# District de Sillé-le-Guillaume
Le district de Sillé-le-Guillaume est une ancienne division territoriale française du département de la Sarthe de 1790 à 1795.
Il était composé des cantons de Sillé-le-Guillaume, Conlie, Epineu, Loué et Rouez.